# Tốc độ lắng hồng cầu
Tốc độ lắng hồng cầu (Tiếng Pháp là VS - vitesse de sédimentation[1]; Tiếng Anh là ESR - erythrocyte sediment rate[2] hay sed rate) hay còn gọi là tốc độ máu lắng
Tốc độ máu lắng được xác định như sau:
- Phương pháp Pachenkop:
Dùng ống Pachenkop mao dẫn máu toàn phần đã pha loãng với dung dịch citrat 3% theo tỉ lệ: 4 phần máu lắng một phần dd citrat 3%. Sau đó cắm thẳng đứng vào giá. Đọc kết quả sau 1 giờ, 2 giờ.
Bình thường: giờ 1: 10 mm
```
giờ 2: 15
 
mm
```

Cách tính kết quả: giờ 1 giữ nguyên số mm mà huyết cầu đã lắng.
```
giờ 2 = giờ 1 + (số mm giờ 2 - số mm giờ 1)/2
```

Tốc độ máu lắng (VS) là tốc độ lắng của huyết cầu sau 1 giờ hay 2 giờ
Cách làm: Dùng ống Westergreen, pha loãng máu và chất chống đông là NatriCitrat nồng độ 7% theo tỉ lệ: Máu/NaCitrate = 1/4. Dựng thẳng đứng ống và đọc kết quả cột huyết tương xuất hiện sau 1 giờ (ví dụ 10 mm/ 1 giờ đầu)
Các yếu tố làm thay đổi (VS): Độ quánh huyết tương, kết cụm hồng cầu, huyết thanh có nhiều kháng thể gama globulin... là những nguyên nhân khiến VS tăng